# Gonfalone della città dell'Aquila
Il Gonfalone della città dell'Aquila è un dipinto su seta di Giovanni Paolo Cardone.
Fa parte della collezione del Museo nazionale d'Abruzzo e, fino al 2009, era conservato nella Sala del Gonfalone del Forte spagnolo.

## Storia
Il primo gonfalone cittadino venne inaugurato il 25 luglio 1462 ma di esso non è rimasta traccia né si conosce l'autore. Un secondo gonfalone — anche questo scomparso — venne dipinto, nella seconda metà del XVI secolo, da Aert Mytens per la basilica di San Bernardino, ma fu poi portato in dono al Vaticano in occasione del Giubileo del 1575.
L'amministrazione commissionò quindi un nuovo gonfalone a Giovanni Paolo Cardone, allievo di Pompeo Cesura. Il dipinto venne realizzato nel 1579 e registrato con il titolo di «Confalone de Santo Bernardino refatto in scambio da quello fo donato a Santo Petro da Roma dalle compagnie l'anno del giubileo». Insieme al Gonfalone della città di Siena di Rutilio Manetti — donato all'Aquila nel 1610 in virtù della salda amicizia tra le due città, unite dal culto di Bernardino da Siena —, fu collocato nella basilica di San Bernardino, dove rimase fino al 1865. Successivamente passò alla pinacoteca civica, quindi al Museo nazionale d'Abruzzo. 
Tra il 1984 e il 1986 venne restaurato a Roma e successivamente collocato in una sala dedicata all'interno del Forte spagnolo, da dove è stato rimosso in seguito al terremoto dell'Aquila del 2009.

## Descrizione
Il gonfalone è un maestoso dipinto su seta rossa avente una superficie di circa 14 m². Rappresenta i quattro santi protettori che offrono la città dell'Aquila al Cristo risorto, per intercessione della Vergine Maria.
Il cuore dell'opera è l'immagine della città che opera riprende e rielabora la Pianta dell'Aquila di Girolamo Pico Fonticulano datata al 1575, fornendo una visione prospettica e realistica di quella che era L'Aquila nel XVI secolo. La visuale è da sud-ovest, probabilmente da Monte Luco di Roio;  l'intero centro è circondato dalle mura urbiche e si riconoscono alcune emergenze architettoniche quali il Forte spagnolo, la basilica di San Bernardino e le altre chiese principali. È simbolicamente sorretta dai quattro santi protettori: da sinistra sono rappresentati, inginocchiati, San Massimo, San Pietro Celestino, San Bernardino da Siena e Sant'Equizio. Al di sopra di essa, due putti sorreggono una pisside. Nella parte superiore sono il Cristo sorreggente la croce — forse un riferimento al Cristo della Minerva di Michelangelo Buonarroti —, la Vergine Maria ed un angelo inginocchiato; dietro quest'ultimo compare una colonna, probabilmente un riferimento alla Chiesa di Roma.
L'intera composizione è inquartata in una fastosa decorazione dorata con due trigrammi bernardiniani sull'asse verticale e due stemmi cittadini sull'asse orizzontale. Infine, nella parte basamentale, cinque drappelle recano le immagini di Sant'Antonio da Padova, San Francesco d'Assisi, Giovanni da Capestrano e due vescovi locali.
La firma dell'autore è posta in basso a sinistra, sotto la figura di Massimo d'Aveia, dove si legge: «Cardonus Aquil[anus] P[inxit]».